# Cao Lực Sĩ
Cao Lực Sĩ (chữ Hán: 高力士; bính âm: Gāo Lìshì; 684-762) là hoạn quan nổi tiếng thời nhà Đường trong lịch sử Trung Quốc. Ông tham dự việc triều chính và có ảnh hưởng nhất định tới vua Đường Huyền Tông.

## Thân thế
Cao Lực Sĩ vốn tên là Phùng Nguyên Nhất (馮元一), là người Lương Đức thuộc Phiên Châu. Ông nội Phùng Nguyên Nhất là Phùng Áng (馮盎) làm Tổng quản Cao châu. Cha ông là Phùng Quân Hành làm thứ sử Phiên châu. Năm Phùng Nguyên Nhất 16 tuổi (689), cha ông phạm tội nên bị tịch biên gia sản. Gia quyến Phùng Quân Hành bị sung làm nô tỳ, trong số đó Phùng Nguyên Nhất bị thiến đưa vào cung. Lĩnh Nam thảo kích sử là Lý Thiên Lý bắt Nguyên Nhất cống nạp vào cung làm hoạn quan.

## Thời trẻ
Phùng Nguyên Nhất được đưa vào cung hầu hạ Võ Tắc Thiên. Vì có một lỗi nhỏ, ông bị đuổi ra. Hoạn quan Cao Diên Phúc mang Cao Lực Sĩ về nuôi, từ đó ông đổi sang họ Cao. Do ông có vóc dáng lực lưỡng, cao tới hơn 2 mét nên được đổi tên thành Lực Sĩ. Từ đó mọi người gọi ông là Cao Lực Sĩ.
Thời Võ Tắc Thiên cầm quyền, Cao Lực Sĩ đã có quan hệ qua lại với cháu Võ Tắc Thiên là Vũ Tam Tư. Nhà Đường hồi phục (705), hoàng tử Lý Long Cơ giúp cha là Đường Duệ Tông lấy lại binh quyền. Cao Lực Sĩ toàn tâm toàn ý phục vụ cho Lý Long Cơ.

## Thời Đường Huyền Tông

### Trung gian giữa vua và đại thần
Lý Long Cơ được lập làm thái tử, Cao Lực Sĩ trở thành người hầu hạ đắc lực. Ông tham gia giúp Lý Long Cơ dẹp loạn do Thái Bình công chúa gây ra, vì vậy được giao chức Nội cấp sự. Không lâu sau Lý Long Cơ lên làm hoàng đế Đường Huyền Tông (712), Cao Lực Sĩ trở thành người hầu hạ được tin cậy, được thăng làm Hữu giám môn tướng quân, Tri nội thị sảnh sự. Từ đó ông trở thành người đứng đầu các quan hoạn lo việc trong cung.
Cao Lực Sĩ ở bên cạnh thường đứng hầu cho Huyền Tông ngủ. Huyền Tông nói rằng mình chỉ yên tâm ngon giấc khi có ông đứng hầu.
Không chỉ đóng vai trò chăm sóc vua, Cao Lực Sĩ còn được đánh giá là người có vai trò điều hòa mâu thuẫn giữa Tể tướng và vua Đường, ở mức độ nhất định giúp cho hai bên có quan hệ tốt đẹp hơn.
Thời Diêu Sùng làm Tể tướng, Đường Huyền Tông biết Diêu Sùng giỏi nên muốn giao toàn quyền. Nhưng Diêu Sùng chưa hiểu ý vua, còn e ngại chưa dám quyết cả những việc nhỏ. Huyền Tông không vừa ý nhưng lại không nói. Cao Lực Sĩ hiểu tâm lý cả hai người, bèn khuyên Huyền Tông thẳng thắn nói quan điểm của mình cho Diêu Sùng biết để Diêu toàn ý tự quyết công việc, chỉ những việc lớn mới cần tâu báo. Vì vậy Diêu Sùng hết lòng thi thố tài năng, tạo ra khuôn mẫu trong thời thịnh trị niên hiệu Khai Nguyên.
Trong quá trình hoạt động trong cung cấm, cũng có lúc Cao Lực Sĩ tranh giành quyền lực với các phe phái khác, nhưng ông đều chú trọng tới tâm tư tình cảm của Đường Huyền Tông.
Đường Huyền Tông trọng dụng Vương Mao Trọng, Cát Phúc Thuần; nhưng hai người ngày càng tỏ ra chuyên quyền và coi thường cả Cao Lực Sĩ, vì vậy ông định bụng sẽ trả thù. Khi Vương Mao Trọng sinh được con trai, Huyền Tông sai ông mang đồ tới mừng. Khi trở về, Cao Lực Sĩ gièm pha với Huyền Tông rằng Mao Trọng nói đứa con mình sẽ làm nghiệp lớn. Vì vậy Huyền Tông hạ lệnh bắt giam rồi đày ải Mao Trọng và Phúc Thuận, giữa đường sai người đuổi theo giết chết.

### Tham kiến về nhân sự
Dù được Huyền Tông rất tin cậy, Cao Lực Sĩ vẫn tỏ thái độ khiêm tốn, không hề tỏ ra kiêu ngạo, do đó Huyền Tông rất tín nhiệm ông. Nhiều văn thư tấu sớ các nơi gửi về, trước khi đưa lên Huyền Tông đều qua Cao Lực Sĩ xem. Nhiều việc nhỏ ông được giao tự xử lý, việc lớn mới tâu lên Huyền Tông.
Đường Huyền Tông nghe lời gièm pha, nghi ngờ và giết thái tử Lý Anh. Lúc đó Huyền Tông thấy con thứ là Lý Hanh khiêm tốn, muốn lập làm thái tử, nhưng thừa tướng lúc đó là Lý Lâm Phủ thông đồng với Vũ Huệ phi, muốn lập Thọ vương Lý Mạo. Huyền Tông chần chừ không quyết. Cao Lực Sĩ khuyên Huyền Tông nên quyết ý lập Lý Hanh là người lớn tuổi hơn. Vì vậy Huyền Tông nghe theo, lập Lý Hanh làm thái tử.
Không chỉ các đại thần nể sợ ông, ngay cả thái tử Lý Hanh cũng gọi ông là "anh hai" (nhị huynh), các hoàng thân, công chúa trong triều gọi ông là "A ông", các phò mã thì gọi một cách kính trọng là "Gia", vua thì gọi ông là "tướng quân".
Cao Lực Sĩ còn có ảnh hưởng rất lớn tới việc lựa chọn các đại thần trong triều. Những người được Huyền Tông trọng dụng như Vũ Văn Dung, Lý Lâm Phủ, Lý Thích Chi, Gia Cát Vận, Vi Kiên, Dương Thận Căng, Vương Củng, Dương Quốc Trung, An Lộc Sơn, Cao Tiên Chi, An Tư Thuận đều ít nhiều nhờ có tiếng nói của Cao Lực Sĩ mà đắc thời. Ngoài ra, các hoạn quan như Lê Kính Nhân, Lâm Chiêu Ẩn, Doãn Phượng Tường, Hàn Trang, Ngưu Tiên Đồng, Lưu Phụng Diên… cũng nhờ có ông mà được cất nhắc. Vì vậy các đại thần và hoạn quan dưới quyền ra sức lấy lòng ông. Nhưng dù giúp đỡ họ nhưng Cao Lực Sĩ tuyệt đối không kết bè cánh với họ, nếu Huyền Tông ghét ai và trị tội, Cao Lực Sĩ không bao giờ dang tay cứu giúp.

### Mất ảnh hưởng chính sự
Sau thời thịnh trị Khai Nguyên, Đường Huyền Tông cao tuổi, sa vào hưởng lạc, không còn nhiệt tình với chính sự, lại thích theo đuổi thuật trường sinh bất lão. Huyền Tông muốn trao toàn quyền cho Tể tướng Lý Lâm Phủ, bèn hỏi ý Cao Lực Sĩ. Ông thẳng thắn phản đối:
Đại quyền quân quốc không thể giao cho người khác, nếu một sớm người cầm quyền uy thế rung động cả trong ngoài, thì còn ai dám cãi lại!
Đường Huyền Tông muốn nhàn tản, nghe ông nói tỏ ý không vui. Cao Lực Sĩ sợ trái ý vua vội tạ tội nhưng Huyền Tông không bắt tội ông, lại thăng làm Đại tướng quân, Hữu giám môn vệ đại tướng quân, Bột Hải quận công. Tuy nhiên, Huyền Tông vẫn không theo lời can của ông mà giao toàn quyền triều chính cho Lý Lâm Phủ, hưởng lạc cùng Dương Quý Phi trong cung cấm. Lý Lâm Phủ tự mình cầm quyền trong suốt 19 năm, hãm hại nhiều người trung lương, thi hành chính sách nhân sự ngăn cản các tướng có tài vào triều đắc dụng, trở thành một tác nhân gây ra loạn An Sử.
Cao Lực Sĩ thấy Lý Lâm Phủ ngày càng chuyên quyền, nhiều đại thần sợ không dám nói với Huyền Tông, ông vẫn lên tiếng:
Sau khi bệ hạ giao quyền cho Tể tướng, pháp lệnh không được thi hành, âm dương không được điều hòa, đến nỗi tai họa lớn như thế mà không bầy tôi nào dám nói!
Nhưng Huyền Tông vẫn không nghe theo. Khi ngoại thích Dương Quốc Trung đi đánh Kiếm Nam bị Nam Chiếu đánh bại, lại tâu gian là thắng trận để báo công, Đường Huyền Tông tin theo. Cao Lực Sĩ không nể sợ, tâu với Huyền Tông:
Thần nghe Vân Nam mấy lần thua quân... Thần e một sớm xảy ra tai họa thì không còn cứu vãn được nữa, làm sao có thể nói là chuyện không đáng lo!
Nhưng Huyền Tông không theo và không trị tội Quốc Trung.
Cao Lực Sĩ thấy rõ sự đổ nát của triều chính mà ông không còn khả năng can thiệp, bèn quy y cả đạo Phật và Đạo giáo. Do có nhiều tiền của, giàu có hơn cả vương hầu nên ông đã bỏ tiền ra xây chùa Bảo Thọ ở phường Lai Đình và dựng quán Hoa Phong ở phường Hưng Ninh rất to lớn và đẹp trong kinh thành Trường An.
Cuối năm 755, Tiết độ sứ Phạm Dương là An Lộc Sơn nổi dậy chống nhà Đường. Năm 756 An Lộc Sơn tiến vào đánh chiếm kinh thành Trường An. Cao Lực Sĩ theo Đường Huyền Tông bỏ chạy vào đất Thục. Năm 757, vua con là Đường Túc Tông thu phục được hai kinh Trường An và Lạc Dương, rước thượng hoàng Huyền Tông trở lại. Cao Lực Sĩ vẫn tận lực theo hầu hạ thượng hoàng, cả hai người khi đó đã ngoài 70 tuổi.

## Cuối đời
Hoạn quan trẻ là Lý Phụ Quốc vốn do Cao Lực Sĩ tiến cử vào hầu hạ thái tử Lý Hanh, lúc đó Lý Hanh đã trở thành Đường Túc Tông thì Phụ Quốc đắc thế, thao túng nội cung. Lý Phụ Quốc muốn toàn quyền quản lý nội cung bèn vu tội cho Cao Lực Sĩ, lưu đày ông tới Vu châu. Thượng hoàng Huyền Tông lúc này chẳng còn quyền lực nên không giúp được gì cho ông.
Tháng 3 năm 762, Cao Lực Sĩ được ân xá trở về kinh. Trên đường về, ông gặp những người đi đày mới biết tin cả thượng hoàng Huyền Tông và vua Túc Tông đều vừa qua đời. Cao Lực Sĩ hướng về phương bắc mà khóc tới trào máu và chết. Năm đó ông 79 tuổi.
Vua mới là Đường Đại Tông thấy ông có công phò trợ Huyền Tông, bèn truy tặng ông làm đại đô đốc Dương châu, bồi táng ở Thái Lăng.

## Đời tư
Cao Lực Sĩ được ghi nhận là người mở đầu ra tiền lệ hoạn quan lấy vợ. Ông lấy người con gái có nhan sắc của viên tiểu lại ở kinh thành là Lã Huyền Ngộ làm vợ và giúp Huyền Ngộ thăng quan tới chức Thứ sử.
Cao Lực Sĩ có mẹ là Mạch thị, trong lúc nhà cửa tan nát vì cha bị tội, hai mẹ con lạc nhau. Sau 30 năm (719), Tiết độ sứ Lĩnh Nam tìm được mẹ ông ở Long châu, mang về nhà ông, nhưng hai mẹ con ban đầu không nhận ra nhau. Sau đó Mạch thị nhận ra vòng vàng đeo trên người Lực Sĩ và nhớ tới 7 nốt ruồi trên ngực ông, hai mẹ con mới nhận ra nhau. Đường Huyền Tông bèn phong Mạch thị làm Việt quốc phu nhân và truy phong Phùng Quân Hành cha ông làm Đại đô đốc Quảng châu. Lúc đó mẹ nuôi ông (vợ của cha nuôi Cao Diên Phúc) còn sống, Cao Lực Sĩ vẫn phụng dưỡng không khác gì mẹ đẻ.

## Nhận định
Cao Lực Sĩ được các sử gia nhìn nhận là người có nhiều đóng góp với chính trường nhà Đường đương thời, với tác động tích cực nhiều hơn tiêu cực. Nhưng sự tham dự chính sự của Cao Lực Sĩ cũng từ đó mở ra việc tham chính của hoạn quan rồi tiến tới chuyên quyền từ thời nhà Đường trở về sau trong lịch sử Trung Quốc.